# Medycyna personalna
Medycyna personalna – gałąź medycyny, zajmująca się projektowaniem i zastosowaniem terapii indywidualnie dopasowanej do potrzeb i profilu genetycznego pacjenta. Rozwija się od początku XXI wieku, dzięki powstaniu metod sekwencjonowania DNA oraz gwałtownemu spadkowi kosztów tych technik, co umożliwia przewidzenie, jak chory zareaguje na leczenie.